# John Sherwood
Pour les articles homonymes, voir Sherwood.
À ne pas confondre avec le réalisateur américain John Sherwood (1903-1959).
John Sherwood, né le 4 juin 1945 à Selby (Yorkshire du Nord), est un ancien athlète britannique qui a remporté le bronze sur 400 m haies aux Jeux olympiques d'été de 1968.
Il a aussi été sacré vice-champion d'Europe en 1969 et a remporté un titre aux jeux du Commonwealth. Sa femme Sheila Sherwood a remporté l'argent à la longueur aux jeux de Mexico.

## Palmarès

### Jeux olympiques d'été
- Jeux olympiques d'été de 1968 à Mexico ( Mexique)
  -  Médaille de bronze sur 400 m haies
  - 5e en relais 4 × 400 m
- Jeux olympiques d'été de 1972 à Munich ( Allemagne de l'Ouest)
  - abandon lors des séries sur 400 m haies

### Jeux du Commonwealth
- Jeux du Commonwealth de 1966 à Kingston ( Jamaïque)
  - non partant en finale sur 440 yard haies
- Jeux du Commonwealth de 1970 à Édimbourg ( Écosse)
  -  Médaille d'or sur 400 m haies
  -  Médaille de bronze en relais 4 × 400 m
- Jeux du Commonwealth de 1974 à Christchurch ( Nouvelle-Zélande)
  - non partant en demi-finale sur 400 m haies

### Championnats d'Europe d'athlétisme
- Championnats d'Europe d'athlétisme de 1969 à Athènes ( Royaume de Grèce)
  -  Médaille d'argent sur 400 m haies